# Volcán Tromen
Volcán Tromen är en kon i Argentina.   Den ligger i provinsen Neuquén, i den sydvästra delen av landet, 1 100 km väster om huvudstaden Buenos Aires. Toppen på Volcán Tromen är 3 968 meter över havet.
Terrängen runt Volcán Tromen är bergig söderut, men norrut är den kuperad. Volcán Tromen är den högsta punkten i trakten. Trakten runt Volcán Tromen är nära nog obefolkad, med mindre än två invånare per kvadratkilometer.. Närmaste större samhälle är Buta Ranquil, 18,1 km nordost om Volcán Tromen. 
Omgivningarna runt Volcán Tromen är i huvudsak ett öppet busklandskap.